# Bernardin Pitschieler
Bernardin Pitschieler (* 20. Mai 1775 in Überwasser; † 13. Mai 1853 in Perugia; auch Bernardino Piceller) war ein Südtiroler Maler.

## Leben
Bernardin Pitscheller wurde in St. Ulrich auf dem Hof Rescion geboren. Von seiner ersten Ausbildung und von seinen Lehrern ist nichts bekannt. 1796 übersiedelte er nach Rom, wo er eine weitere Ausbildung als Maler hatte.
1810 übersiedelte er nach Perugia, wo auch andere Mitglieder seiner Grödner Familie, wahrscheinlich waren es Handelsleute wie viele Grödner zu jener Zeit, wohnten.
1811 wurde er Ehrenmitglied der Kunstakademie in Perugia.
Es ist nicht bekannt, mit wem er verheiratet war. Ein Sohn Pitschielers hieß Trasone und ein Neffe, namens Alessandro, war Antiquar und Architekt in Perugia. Der Neffe ließ 1886 eine Kapelle im Renaissance-Stil umbauen. Das Gebäude ist noch heute als „Castello Piceller“ bekannt. Bernardin Pitschieler starb wahrscheinlich in Perugia.

## Werke
1810 malte er das Porträt des römischen Musikers Francesco Morlacchi (1784–1841) ein Freund der wahrscheinlich auch bei ihm in Rom wohnte. Das Porträt befindet sich im Musikkonservatorium Francesco Morlacchi in Perugia.
Die Schwägerin des Künstlers, Tommasa Satolli, war Oberin des Klosters Santa Maria delle Grazie in Monterone bei Perugia. Bernardin Pitschieler malte dort für die 1817 erneuerte Abteikirche zwei Altarblätter.
Einige seiner neuklassizistischen Zeichnungen, ein konvolut von 52 Blättern, meistens Kopien von Porträts aus dem Fresco "La Disputa del Sacramento" des Raffael im Vatikan und Aktzeichnungen, sind im Museum Ferdinandeum in Innsbruck zu aufbewahrt. Vier Porträts, wahrscheinlich von Familienangehörigen Pitschielers selbst, sind in einer Privatsammlung in seinem Heimatort St. Ulrich in Gröden aufbewahrt.